# NGC 6488
NGC 6488 est une galaxie elliptique compacte relativement éloignée et située dans la constellation du Dragon. Sa vitesse par rapport au fond diffus cosmologique est de 8 588 ± 34 km/s, ce qui correspond à une distance de Hubble de 126,7 ± 8,9 Mpc (∼413 millions d'al). NGC 6488 a été découverte par l'astronome américain Lewis Swift en 1886.